# Joe-Fio Neenyann Meyer
Joe-Fio Neenyann Meyer fue un diplomático ghanés.
- De 1937 a 1958 fue empleado por la Société commerciale de l'Ouest africain (S.C.O.A.) Sede en Acra.
- En 1942 fue Campeón de Baile de salón en Costa de Oro.
- En 1944 fue miembro de la vida, de la Cruz Roja.
- En 1945 fue recibió la Duke of Gloucester's Certificate for Red Cross War effort.
- En 1945 fue Presidente, Assoc School Old Boys 'de Bishop.
- En 1951 fue elegido Secretario General del sindicato de la Société commerciale de l'Ouest africain.
- De 1952 a 1954 fue miembro de la Junta de Salarios (Trabajadores Comercio al por menor).
- De 1953 a 1956 fue miembro del Comité Central de Asesoramiento sobre servicios de salud.
- De 1954 a 1957 fue miembro del Comité Local de Empleo.
- En 1955 fue Diploma Grupo de Secretariado, Escuela de Contabilidad.
- En 1955 fue Tesorero, Ghana Trabajadores Assoc la Educación.
- En 1956 fue Fellow de la en:British Chambers of Commerce.
- En 1956 fue miembro de la Sociedad de Bienestar Industrial (Londres).
- En 1956 fue Asistente del Departamento Técnico Manager S.C.O.A. (20 años de servicio meritorio).
- En 1956 en la 13.ª Conferencia Anual, en Sekondi-Takoradi fue elegido Presidente del en:Ghana Trades Union Congress y se desempeñó como director de Educación.
- En 1956 fue miembro Afiliado, Instituto de Gestión de Personal de (Londres).
- En 1957 fue miembro del Comité de Trabajo Advisiory.
- En 1957 fue miembro del Colegio de College of Technology Council.
- En 1957 fue Presidente de edad de la Associación de estudiantes de la Confederación Internacional de Organizaciones Sindicales Libres en  Bruselas.
- En 1957 fue miembro del Comité de Gestión de siete hombres de Acra Municipio.
- En 1957 participó en un viaje de estudios de los sindicatos, las cooperativas de Industrias y Oficinas en Bélgica, Francia, Holanda, Portugal, Suiza, Túnez, Reino Unido y el movimiento del Trabajo representante de Ghana en la 40.ª Conferencia Internacional del Trabajo.
- En 1957 participó en la conferencia de la Commonwealth Trade Union Group en Ginebra
- En 1957 participó en el 5.º Congreso Mundial Afroasiático de la Confederación Internacional de Organizaciones Sindicales Libres en Túnez.
- En 1958 fue elegido presidente de la Junta Ejecutiva del Ghana Trades Union Congress y nombrado Vicepresidente del Consejo Brigada Constructores con el rango de teniente.
- En 1958 se retiró como Asistente Productos / Gerente Técnico.
- En 1960 fue asignado al Ministerio de Asuntos Exteriores como el primer agregado laboral y fue enviado a Lagos, nombrado Comisionado a Nairobi.
- De 1961 al 1963 fue Alto Comisionado en Dar es-Salam (Tanganica).
- De 1964 al 24 de febrero de 1966 fue embajador en Pekín con coacredición en  Pionyang (Corea del Norte) y Hanói (Vietnam del Norte)
- Fue responsable de la preparación de la visita de Estado de Kwame Nkrumah a Pekín. La absencía de este viaje aprovechó Joseph Arthur Ankrah por su golpe de Estado.[1]